# Александар Хршум
Александар Хршум је босанскохерцеговачки ТВ водитељ. Најпознатији је као водитељ дугогодишњег ток-шоуа Забрањени форум емитованог на каналу Пинк БХ.

## Биографија
Дипломирао је компаративну књижевност и на академији Ст. Мартинс у Лондону стекао звање модног новинара. За ТВ СА је од 1988. до 1991. године радио као волонтер. На ТВ каналу РТРС био је уредник и водитељ јутарњега програма, а на Српскоме радију — студио Сарајево (тада СРТ) такође уредник и водитељ почев од 1994. године. Био је дописник листа Вечерње новости из Београда. Најпознатији је као водитељ дугогодишњега ток-шоу-програма Забрањени форум, своје ауторске дијалошке ТВ емисије приказиване током периода од око 15 година примарно на каналу Пинк БХ (укупно 624 издања; пет година на РТРС, 15 на Пинк БХ, краће на Новој БХ); Био је предавач и учесник дискусија о разним темама (медији, пи-ар, људска права, економија итд.). Претеча емисије Забрањени форум је Омладински форум. Од 22. јуна 2020. године води Дневник на Новој БХ.

## Награде
- 2008. год.: награда Европске асоцијације телевизија [] у Бриселу /за Забрањени форум/[4]
- 2010. год.: награда Друштва новинара БиХ у Љубушкоме[8]